# Libro de los Emperadores
El Libro de los emperadores es la traducción al aragonés de los últimos cuatro libros de la "Historia Universal" o "EPITOME HISTORIARUM" de Juan Zonaras, que describe la historia del Imperio Bizantino entre los años 717 y 1118. Fue traducida por orden de Juan Fernández de Heredia desde el griego literario al griego bizantino por Dimitri Calodiqui, y desde el griego bizantino al romance aragonés por el italiano Nicolau de Drenopoli. Por las referencias a las relaciones de los griegos bizantinos con los pueblos eslavos de los Balcanes y Europa Oriental, también ha sido traducido a diferentes lenguas eslavas. La traducción aragonesa representa la primera traducción de este libro a una lengua occidental: una traducción en latín apareció en 1557 y en italiano en 1560. Recientemente Francisco Matín y Carlos Molina  han hecho una traducción al castellano desde el aragonés.
El aragonés usado en el libro muestra el mismo tipo de habla que los Secreta Secretorum, con mayor cantidad de expresiones similares a las variantes del aragonés oriental, el cheso y ansotano, a diferencia del aragonés de la Crónica de los Conquistadores o de la Crónica de Morea, que parecen responder al aragonés del suroeste de Aragón de donde provenía Juan Fernández de Heredia. Es de destacar la abundancia de italianismos y catalanismos, (aunque muchas veces se confunde con catalanismos giros comunes al catalán y al aragonés de la época). 
Hay también muchos helenismos correspondientes a topónimos, antropónimos e instituciones griegas, que indican que no hubo versión puente desde el latín. 

## Manuscrito
Solo se preserva un manuscrito, que tiene el número 10131 en la Biblioteca Nacional de España, donde se conserva. Este manuscrito contiene además el Libro de los fechos y las conquistas del principado de la Morea. En el manuscrito, el Libro de los Emperadores corresponde a las hojas 1a-180, y además cuatro hojas  sin numerar con el prólogo y la tabla de capítulos . 
La letra es gótica minúscula del siglo XI. El parecido de la c y t es grande así como de la n y o, lo que explica la confusión en palabras poco familiares (por ejemplo los topónimos griegos).

## Denominación
La denominación con la que se conoce la obra proviene del prólogo agregado a la obra donde se escribe: 

por divina gracia maestro del Hospital de Sant Johán de Jerusalem, fizo translatar las notables e admirantes autoridades impresas e contenidas en el Libro de los Emperadores que fueron en Grecia